# Eleonora Ambrosi
Eleonora Ambrosi (née le 29 janvier 1988 à Vérone, en Vénétie) est une joueuse d'échecs italienne.

## Biographie
Eleonora Ambrosi a été championne d'échecs féminine d'Italie en 2005.
Son classement Elo est de 2 160 en juillet 2008.